# Vitória SC
Vitória Sport Clube – portugalski klub piłkarski, z siedzibą w mieście Guimarães, grający w rozgrywkach Primeira Liga.

## Historia
Założony w 1922 roku jako filia klubu Associação de Futebol de Braga, stał się samodzielny od 6 lutego 1938. Na tę drużynę często mówi się Vitória de Guimarães (tzn. "z Guimarães") dla odróżnienia od "Vitória de Setúbal", czyli Vitória FC.
W sezonie 2005/06 w zespole z Guimarães występował reprezentant Polski – Marek Saganowski. Klub we wrześniu 2005 wyeliminował Wisłę Kraków z Pucharu UEFA ogrywając polski zespół w pierwszej rundzie. Po zakończeniu sezonu 2005/06 Polak odszedł z Vitórii do francuskiego Troyes AC. Podczas swojego pobytu w Guimarães "Sagan" wystąpił w 32 meczach, w których zdobył 12 goli.
Po odejściu Saganowskiego Vitória zajęła przedostatnie miejsce w rozgrywkach i spadła do drugiej ligi. Klub ten jednak niedługo gościł na zapleczu ekstraklasy. W sezonie 2006/07 drużyna zajęła drugą lokatę w rozgrywkach Liga de Honra i zapewniła sobie powrót do BWIN Ligi. W sezonie 2007/2008 zajęła 3. miejsce w lidze portugalskiej zapewniając sobie awans do trzeciej rundy kwalifikacji Ligi Mistrzów.
W sezonie 2012/13 klub osiągnął największy sukces w swojej dotychczasowej historii, zdobywając Puchar Portugalii. W finałowym spotkaniu pokonał Benficę Lizbona 2:1. Dało mu to bezpośredni awans do rozgrywek grupowych Ligi Europy w sezonie 2013/2014.

## Osiągnięcia
- Puchar Portugalii (1): 2012/13
- Superpuchar Portugalii (1): 1988